# 아스트로레인저
아스트로레인저는 굿맨 엔터테인먼트가 개발한 리듬 액션 게임이다. 삼성 YEPP의 일부모델에서 내장게임으로 아스트로레인저가 들어있다.
온라인 서비스는 2009년 12월 24일 이후 서비스가 종료되었다. 이후 아케이드용 플랫폼으로 개발, 2010년 12월과 2011년 2월 두번의 로케테스트를 거쳐 2011년 9월 29일 정식 발매되었으나, 현재는 모두 전멸되었다.

## 아스트로레인저가 설치된 오락실
현재는 완전히 사라졌다.